# Simba's sterven niet
Simba’s sterven niet is een driedelig hoorspel naar het gelijknamige boek (1960) van Wim Hornman. De KRO zond het uit vanaf zondag 1 januari 1967. De regisseur was Léon Povel. Het is gebaseerd op de gebeurtenissen rond de Simba-opstand.

## Delen
- Deel 1: De razernij (duur: 45 minuten)
- Deel 2: De prooi (duur: 50 minuten)
- Deel 3: De vergelding (duur: 40 minuten)

## Rolbezetting
- Paul van der Lek (Frank Rombouts, journalist)
- Jeanne Verstraete (Marianne Moreau, plantersdochter)
- Lex Goudsmit (kapitein Lufungula, barkeeper en later stadscommandant)
- Rob Geraerds (majoor Macondo Kalonga, commandant van de rebellen)
- Hans Karsenbarg (Simba, wachtpost, & omroeper)
- Willy Ruys (Henri Moreau, planter)
- Frits Butzelaar (Bernard Staal, overste van een missie)
- Lo van Hensbergen (de bisschop van Wamba)
- Herman van Eelen (een soldaat & Simba, bewaker)
- Han König (Simba, officier)
- Hans Veerman (Amerikaan, zendeling)
- Jan Borkus (kapitein, huurling)
- Trudy Libosan (Maria)

## Inhoud
Deel 1: De Nederlandse journalist Frank Rombouts brengt een routine-bezoek aan het voormalig Belgisch-Congo om er reportages te maken voor zijn blad. Ongewild komt hij in het noordoosten van het land terecht in het brandpunt van de grote Simba-opstand. Samen met de plantersdochter Marianne Moreau beleeft hij de gruwel van een revolte. De Simba’s, de “onsterfelijke leeuwen”, komen uit het oerwoud om een nieuw negerrijk te stichten…
Deel 2: Wamba is het negerdorp waar Frank en Marianne in gezelschap van de zwarte kapitein Lufungula naar op weg zijn. Als zij er aankomen, horen zij hoe majoor Macondo Kalonga alle zwarte intellectuelen heeft laten doden en hoe de Belgische en Nederlandse missionarissen worden gegijzeld. Plagerijen en dreigementen zijn aan de orde van de dag en zowel de Belgische bisschop als zijn missionarissen begrijpen dat hun einde nabij is als de Belgische regering besluit parachutisten te sturen. Dat beseft vooral de 70-jarige overste Bernard Staal, die zich geen enkele illusie meer maakt…
Deel 3: De Belgische para’s landen in Stanleyville en de stadscommandant van Wamba, de beul Macondo Kalonga, laat de missionarissen in de plaatselijke gevangenis werpen. Hier ervaart Frank wat het zeggen wil door de onsterfelijke Simba’s gegijzeld te worden. De voorspelling van de bisschop komt uit. Hij en de Belgische missionarissen worden vermoord door Simba’s, die door het roken van hennep in een staat van razernij zijn gebracht.